# Eggert Christopher Knuth (1838-1874)
 Der er flere personer med dette navn, se Eggert Christopher Knuth.
Eggert Christopher lensgreve Knuth (29. oktober 1838 på Knuthenborg – 18. oktober 1874) var en dansk godsejer.
Han var søn af grev Frederik Marcus Knuth og Karen født Rothe og overtog grevskabet Knuthenborg i 1856. Han havde en kortvarig diplomatisk karriere som attaché, var kammerherre og hofjægermester.
Eggert Christopher Knuth var skaberen af det nuværende Knuthenborg. Med rådgivning fra den engelske landskabsarkitekt Edward Milner hentede han sjældne vækster fra det meste af verden. Arkitekterne H.S. Sibbern og Vilhelm Tvede stod for de mange bygninger opført i historicistisk stil. Sibbern var ansvarlig for Maglemerporten, Skovridergården, Godsinspektørboligen og Enkesædet, det nuværende Knuthenborg Slot. Vilhelm Tvede var arkitekten bag de to små portnerboliger ved Snapind. Rundt om dette lille kongerige på 620 hektar blev 1867-71 opført en 7,2 km lang kampestensmur.
Han blev aldrig gift, så hans bror Adam Wilhelm Knuth efterfulgte ham som lensgreve.
Knuth er begravet på Hunseby Kirkegård.